# Маргасов, Тимофей Вячеславович
Тимофе́й Вячесла́вович Марга́сов (род. 12 июня 1992, Тольятти, Самарская область) — российский футболист, защитник клуба «Урал». Единственный обладатель Кубка России в составе трёх команд.

## Карьера
Воспитанник Академии футбола имени Юрия Коноплёва. Летом 2012 года перешёл в красноярский «Енисей». 4 февраля 2013 года подписал контракт на 3,5 года с клубом «Ростов». Дебютировал в премьер-лиге 15 марта 2013 года, в игре с «Волгой».
31 мая 2013 года попал в расширенный список студенческой сборной России для участия во Всемирной Универсиаде в Казани, но в окончательный список игроков включён не был.
Перед сезоном 2014/15 был отдан в годичную аренду в клуб ФНЛ «Сибирь». В январе 2015 находился на просмотре в «Кубани». Летом 2016 по завершении контракта покинул «Ростов». По информации СМИ, Маргасовым интересовались португальские клубы «Спортинг» и «Брага» и турецкий «Трабзонспор», но 31 августа он подписал контракт с «Крыльями Советов», за которые провёл пять матчей в чемпионате. 4 февраля 2017 подписал контракт с московским «Локомотивом», за который до конца чемпионата сыграл две игры. В сезоне 2017/18 провёл пять матчей в молодёжном первенстве и 22 января 2018 года на правах аренды до конца сезона перешёл в клуб премьер-лиги «Тосно», с которым завоевал Кубок России
После банкротства «Тосно» полгода не выступал, и 22 февраля 2019 года был арендован до конца сезона клубом ФНЛ «Сочи». Перед сезоном 2019/2020 подписал с клубом, вышедшим в РПЛ, полноценный контракт.
20 июня 2024 года покинул «Сочи» из-за истечения контракта.

## Достижения
«Ростов»
- Обладатель Кубка России: 2013/14

«Локомотив» (Москва)
- Обладатель Кубка России: 2016/17

«Тосно»
- Обладатель Кубка России: 2017/18

«Сочи»
- Серебряный призёр чемпионата России: 2021/22

## Клубная статистика
| Выступление        | Выступление      | Выступление      | Лига | Лига | Кубок | Кубок | Еврокубки | Еврокубки | Прочие | Прочие | Итого | Итого |
| Клуб               | Лига             | Сезон            | Игры | Голы | Игры  | Голы  | Игры      | Голы      | Игры   | Голы   | Игры  | Голы  |
| ------------------ | ---------------- | ---------------- | ---- | ---- | ----- | ----- | --------- | --------- | ------ | ------ | ----- | ----- |
| Академия           | ПФЛ              | 2011/12          | 38   | 0    | 1     | 0     | —         | —         | —      | —      | 39    | 0     |
| Академия           | Итого            | Итого            | 38   | 0    | 1     | 0     | —         | —         | —      | —      | 39    | 0     |
| Енисей             | ФНЛ              | 2012/13          | 11   | 0    | 2     | 0     | —         | —         | —      | —      | 13    | 0     |
| Енисей             | Итого            | Итого            | 11   | 0    | 2     | 0     | —         | —         | —      | —      | 13    | 0     |
| Ростов             | РФПЛ             | 2012/13          | 7    | 0    | 4     | 0     | —         | —         | 2      | 0      | 13    | 0     |
| Ростов             | РФПЛ             | 2013/14          | 7    | 0    | 1     | 0     | —         | —         | —      | —      | 8     | 0     |
| Ростов             | РФПЛ             | 2015/16          | 25   | 0    | —     | —     | —         | —         | —      | —      | 25    | 0     |
| Ростов             | Итого            | Итого            | 39   | 0    | 5     | 0     | —         | —         | 2      | 0      | 46    | 0     |
| → Сибирь           | ФНЛ              | 2014/15          | 26   | 1    | 2     | 0     | —         | —         | —      | —      | 28    | 1     |
| → Сибирь           | Итого            | Итого            | 26   | 1    | 2     | 0     | —         | —         | —      | —      | 28    | 1     |
| Крылья Советов     | РФПЛ             | 2016/17          | 5    | 0    | 2     | 0     | —         | —         | —      | —      | 7     | 0     |
| Крылья Советов     | Итого            | Итого            | 5    | 0    | 2     | 0     | —         | —         | —      | —      | 7     | 0     |
| Локомотив (Москва) | РФПЛ             | 2016/17          | 2    | 0    | 1     | 0     | —         | —         | —      | —      | 3     | 0     |
| Локомотив (Москва) | Итого            | Итого            | 2    | 0    | 1     | 0     | —         | —         | —      | —      | 3     | 0     |
| → Тосно            | РФПЛ             | 2017/18          | 9    | 0    | 3     | 0     | —         | —         | —      | —      | 12    | 0     |
| → Тосно            | Итого            | Итого            | 9    | 0    | 3     | 0     | —         | —         | —      | —      | 12    | 0     |
| → Сочи             | ФНЛ              | 2018/19          | 14   | 0    | —     | —     | —         | —         | —      | —      | 14    | 0     |
| → Сочи             | РПЛ              | 2019/20          | 15   | 0    | 0     | 0     | —         | —         | —      | —      | 15    | 0     |
| Сочи               | РПЛ              | 2020/21          | 23   | 0    | 4     | 0     | —         | —         | —      | —      | 27    | 0     |
| Сочи               | РПЛ              | 2021/22          | 28   | 2    | 1     | 0     | 4         | 0         | —      | —      | 33    | 2     |
| Сочи               | РПЛ              | 2022/23          | 26   | 0    | 6     | 0     | —         | —         | —      | —      | 32    | 0     |
| Сочи               | РПЛ              | 2023/24          | 8    | 0    | 3     | 0     | —         | —         | —      | —      | 11    | 0     |
| Сочи               | Итого            | Итого            | 114  | 2    | 14    | 0     | 4         | 0         | —      | —      | 132   | 2     |
| Всего за карьеру   | Всего за карьеру | Всего за карьеру | 244  | 3    | 30    | 0     | 4         | 0         | 2      | 0      | 280   | 3     |